# Duxford
Duxford est une petite ville du Royaume-Uni, située dans le Cambridgeshire.

## Généralités
Située à environ 15 kilomètres au sud de Cambridge, Duxford est surtout connue pour son aérodrome qui fut une importante base aérienne durant la Seconde Guerre mondiale. La base de Duxford hébergea notamment le "Big Wing" de Douglas Bader. Après le conflit, Duxford fut un temps une base de l'USAF, elle héberge aujourd'hui le célèbre Imperial War Museum.
À Duxford s'implanta également Aero Research Limited une société pionnière de plusieurs nouveaux adhésifs, destinés initialement à l'industrie aéronautique.

## Histoire
Le nom de lieu Duxford, dans le comté de Cambridge, a un toponyme trompeur car il ne correspond pas à un gué (‘ford’) pour passage des moutons, bœufs et porcs, comme les autres noms de gué de la même région. En effet dans le Domesday Book, il est nommé ‘Dudoch esforde’, à partir d'un nom personnel, ‘Duduc’s ford.’, le gué de Duduc, Dudoch. (voir biblio 1.) Il est possible que ce nom personnel soit saint Dudoch, Tudoch, Dogmael (de Landudoch).

## Le musée
Le musée aérien comporte une importante collection d'avions et de tanks, il héberge aussi les collections de la Duxford Aviation Society's collection of Historic Civil Airliners, qui expose notamment le Concorde nº 101, un Comet 4 ainsi qu'un fuselage de la navette Hermès.
Le musée s'est récemment enrichi des collections du American Air Museum in Britain.

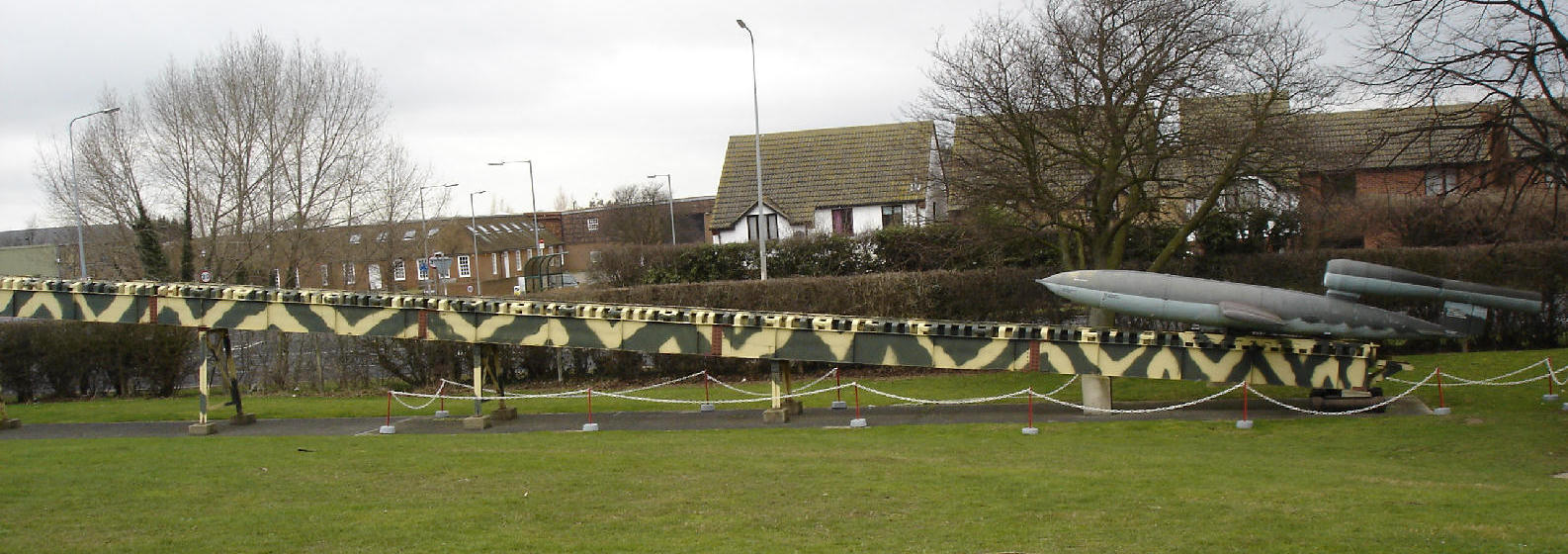
Exposition au musée de Duxford.

L'aérodrome sert de terrain d'évolutions pour les nombreux avions historiques maintenus en état de vol à Duxford par le musée, des associations, des sociétés ou de riches particuliers. Duxford héberge notamment la Old Flying Machine Company du défunt Ray Hanna et The Fighter Collection de Stephen Grey. Duxford possède de ce fait la plus importante concentration de Spitfire en Europe.